# 궁금한 나라의 넉밀스
《궁금한 나라의 넉밀스》는 2020년 7월 30일부터 네이버TV, 유튜브에서 방송되고 있는 딩고프리스타일 오리지널 웹예능이다. 딩고프리스타일은 2021년 5월 29일 기준으로 네이버TV에서 1,340명, 유튜브에서 약 157만 명의 구독자를 각각 보유하고 있다.
힙합 레이블 VMC의 넉살, 던밀스가 대부분의 콘텐츠를 진행한다.
콘텐츠의 주 내용은 국내 힙합 내에서 사람들이 궁금해하는 내용들을 직접 래퍼들에게 찾아가 궁금증을 해소하는 방식으로 진행된다.

## 회차정보
| 날짜          | 출연자                                                           | 제목                                                                  | 내용 | 비고                                            |
| ------------- | ---------------------------------------------------------------- | --------------------------------------------------------------------- | --- | ----------------------------------------------- |
| 2020. 7. 30.  | 넉살, 던밀스. 이센스                                             | 🔍EP.1-1 넉살과 던밀스의 국힙원탑 논란 종결!                          | 래퍼들을 찾아가며 국힙 원탑이 누군지 질문하고 답변받으며 시청자들의 궁금증을 해결해나간다. 국힙 원탑 중 한명이라고 꼽히는 이센스는 국힙원탑으로 씨잼을 지목했다.                                                              | .                                               |
| 2020. 7. 30.  | 넉살, 던밀스, 창모                                               | 🔍EP.1-2 창모가 국힙원탑이 될 수 없는 이유                            | 래퍼들을 찾아가며 국힙 원탑이 누군지 질문하고 답변받으며 시청자들의 궁금증을 해결해나간다. 국힙 원탑 중 한명이라고 꼽히는 창모는 국힙원탑으로 아이유를 지목했다.                                                              | .                                               |
| 2020. 8. 13.  | 넉살, 던밀스                                                     | 🔍EP.2-1 한국 힙합 씬에서 누가 제일 돈 잘 벌까?                       | 한국 힙합 내에서 누가 돈을 제일 잘버는지 찾아내기 위해 직접 홍대로 발걸음을 옮겨 길거리에 나오는 노래를 분석, 래퍼들의 수입출처들을 MD, 광고, 노래방 순위 등으로 추측한다.                                                    | .                                               |
| 2020. 8. 13.  | 넉살, 던밀스, 쌈디, 지코, 창모, 코드 쿤스트                      | 🔍EP.2-2 돈! 과연 누가 제일 잘 벌려나~?                               | 힙합 아티스트들을 찾아가며 그들의 수익을 넉살, 던밀스의 궁나넉 출연료를 합한 1 넉밀스 단위로 알려준다. 창모의 수입은 333 넉밀스로 수입을 공개한 출연진들 중 가장 높다. 하지만 지코의 수입은 압도적 1위라고 한다.              | 최고조회수. 2021. 6. 3. 기준 조회수 1,114,641회 |
| 2020. 8. 31.  | 넉살, 던밀스, 이동민                                             | 🔍EP.3 진짜 홍대 신주닭발에 가면 래퍼를 볼 수 있을까??                | 홍대 신주 닭발(식당)에 직접 찾아가 래퍼들이 자주 출몰하는지에 대한 시청자들의 궁금증을 해결한다. 실제로 몇시간을 기다린 결과 래퍼 이동민(ICE PUFF)을 마주쳤다.                                                                | .                                               |
| 2020. 9. 9.   | 넉살, 던밀스, 팔로알토, 박재범                                   | 🔍 LIVE 편집본 \| 박재범 VS 팔로알토! 레이블 컴필 대전, 승자는 누구?! | 궁금한 나라의 덕밀스 프로그램 최초 라이브 스트리밍으로 진행했다. 하이어 뮤직과 하이라이트 레코즈 두 레이블의 대결을 진행한다. 초중반엔 앨범 개수, 멤버, 패션, 피지컬 등으로, 후반엔 두 레이블의 컴필레이션 앨범으로 대결한다. | .                                               |
| 2020. 9. 16.  | 넉살, 던밀스, 해쉬스완, 프랭크                                   | 🔍EP.4-1 한국 힙합 씬에서 누가 제일 롤을 잘할까?                      | 한국 힙합 내에서 누가 롤을 제일 잘하는지 롤을 하는 래퍼들을 찾아가 대결을 펼친다. 해쉬스완과 프랭크가 롤 1vs1을 진행한다. | .                                               |
| 2020. 9. 16.  | 넉살, 던밀스, 해쉬스완, 프랭크                                   | 🔍EP.4-2 롤 챔피언 코스튬빵 지옥의 한 판!                             | 한국 힙합 내에서 누가 롤을 제일 잘하는지 롤을 하는 래퍼들을 찾아가 대결을 펼친다. 넉살과 던밀스가 롤 대결을 펼친 후, 넉살과 프랭크, 던밀스와 해쉬스완이 팀이되어 롤 코스프레를 내기로 걸고 대결한다.                          | .                                               |
| 2020. 9. 27.  | 넉살, 던밀스, 버기                                               | 🔍EP.5-1 넉살이 래퍼임...? 앨범을 왜 내...                            | 넉살의 1Q87앨범 발매를 기념해서 앨범에 관한 주변 사람들의 평을 듣고, 뮤직비디오 제작 환경에도 가보며 넉살의 앨범을 홍보한다.                                                                                                  | .                                               |
| 2020. 9. 27.  | 넉살, 던밀스, 코드쿤스트, 우원재, 드비타                         | 🔍EP.5-2 이걸 가사라고 써왔어? AOMG와 넉살의 쉴틈없는 공방전          | 넉살의 1Q87앨범 발매를 기념해서 앨범에 도움을 준 코드쿤스트, 우원재, 드비타 에게 찾아간다. | .                                               |
| 2020. 9. 30.  | 넉살, 던밀스, 코드쿤스트, 우원재, 드비타                         | 🔍미방분🔥 공포의 넉살 익명 롤링페이퍼 낭독회                         | EP5. 의 미공개 방송분 특집으로 넉살, 던밀스, 코드쿤스트, 우원재, 드비타의 롤링페이퍼 미공개 방송분을 보여준다. | .                                               |
| 2020. 10. 10. | 넉살, 던밀스                                                     | 🔍미방분🔥 더콰이엇 랩 못하지 않나요?                                 | 지금까지의 궁금한 나라의 넉밀스 영상에서 나오지 못한 시청자들의 질문에 답하는 미공개 방송분을 보여준다. | .                                               |
| 2020. 10. 17. | 넉살, 던밀스, 염따, 팔로알토, 빅원, 버기, 홀리데이               | 🔍EP.6 코로나 시국... 래퍼들은 도대체 뭐하고 살고 있을까?             | 코로나 시국에 래퍼들이 뭐하고 지내는지 래퍼들을 직접 초대해 얘기를 나누며 시청자들의 궁금증을 해결한다. | .                                               |
| 2020. 10. 19. | 넉살, 던밀스, 염따, 팔로알토, 빅원, 버기, 홀리데이               | 🔍미방분🔥오프라인 어몽어스? 마피아로 현피 뜨는 래퍼들!               | EP6. 의 미공개 방송분 특집으로 넉살, 던밀스, 염따, 팔로알토, 빅원, 버기, 홀리데이가 모여 마피아게임을 하는 영상이다. | .                                               |
| 2020. 11. 7.  | 넉살, 던밀스                                                     | 🔍EP.7 국힙 노부부 넉밀스! 부부 궁합은 과연…? \| 궁금한 나라의 넉밀스 | 넉살과 던밀스 둘의 궁합을 확인하기 위해 사주카페를 가서 사주, 관상, 타로를 보며 둘의 궁합을 확인한다. | .                                               |
| 2020. 11. 21. | 넉살, 던밀스, 더콰이엇                                           | 🔎EP.8 더콰이엇의 소름돋는 7가지 비밀은? \| 궁금한 나라의 넉밀스      | 한국 힙합 내에서 대부인 더콰이엇의 일상이 궁금하다는 의견에 직접 더콰이엇을 찾아가 궁금증을 해결한다. | .                                               |
| 2020. 12. 5.  | 넉살, 던밀스                                                     | 🔍EP.9-1 넉밀스 3대 몇? \| 궁금한 나라의 넉밀스                       | 넉살의 건강이 안좋다는 설에 진짜 그런지 시청자들의 궁금증을 해결하기 위해 헬스장으로 가서 넉밀스의 신체검사를 한다. | .                                               |
| 2020. 12. 5.  | 넉살, 던밀스                                                     | 🔍EP.9-2 마취가 왜 안돼....?! 눈 뜨고 수면 내시경 받은 넉밀스🤯       | EP.9-1를 이어 넉밀스의 건강을 체크하기 위해 건강검진을 하러 간다. | .                                               |
| 2020. 12. 19. | 넉살, 던밀스, 침착맨, 주호민                                     | 🔍EP.10 침펄이 본업하러 딩고에 왔다고? 넉밀스와 킹받는 웹툰 그리기    | 웹툰 불법 사이트 유통을 막기 위해 침착맨과 주호민을 게스트로 모셔 웹툰 저작권에 대한 얘기를 나누며 웹툰 그리기 대결을 한다.                                                                                                   | .                                               |
| 2020. 12. 31. | 넉살, 던밀스, 김농밀, 코드쿤스트, 트웰브, 한요한, 리짓군즈, 창모 | 🏆역대 최다 게스트들과 함께하는 2020 딩고 프리스타일 어워즈🏆         | 딩고 프리스타일 미디어 콘텐츠에서 활약한 사람들을 뽑아 상을 주는 2020 딩고프리스타일 총결산 시상식을 진행한다. | .                                               |
| 2021. 1. 21.  | 넉살, 던밀스, 디아크, 염따, 더콰이엇, 홀리데이                   | 🔍EP.11 올해 이 래퍼가 젤 잘나갈 거 같은데…? \| 궁금한 나라의 넉밀스  | 2021년 새해맞이 이벤트로 새로운 시작을 하는 래퍼들을 응원하러 찾아가 얘기를 나눈다. | .                                               |
| 2021. 2. 8.   | 넉살, 던밀스, 임플란티드 키드, QM, 맥대디                        | 🔍EP.12 이 남자들... 테이블에선 어떨까...?                            | 국내 힙합 내의 래퍼들인 임플란티드 키드, QM, 맥대디의 소개팅을 진행한다. | .                                               |
| 2021. 2. 18.  | 넉살, 던밀스, 빅나티, 쿠기                                       | 🔍EP.13 빅나티 푸대접하는 넉밀스 (feat.조커)                          | 넉밀스의 새 프로젝트인 '궁금 프로덕션'을 진행하여 빅나티의 앨범을 홍보한다. | .                                               |
| 2021. 3. 10.  | 넉살, 던밀스, 팔로알토                                           | 🔍EP.14 넉살 던밀스 힙합 자격 있냐?                                   | 국내힙합의 궁금증을 해소시키는 넉밀스의 자격 논란으로 힙합 자격 검증을 진행한다. | .                                               |
| 2021. 3. 26.  | 넉살, 던밀스, 미노이                                             | 🔍EP.15 굿즈로 빤스를 만드는 래퍼가 있다?                             | 두번째 '궁금 프로덕션'으로 궁금한 나라의 넉밀스의 굿즈를 제작하기 위해 미노이를 초빙해 굿즈 특강을 받는다. | .                                               |
| 2021. 4. 10.  | 넉살, 던밀스, 박재범, 정찬성, DJ펌킨                             | 🔍EP.16 넉밀스, AOMG 전속계약!?                                       | 넉밀스와 AOMG의 콜라보를 진행하기 위해 직접 AOMG 사옥으로 찾아간다. | .                                               |